# Bandreißerkate
Koordinaten: 53° 38′ 24,9″ N, 9° 34′ 30,3″ O

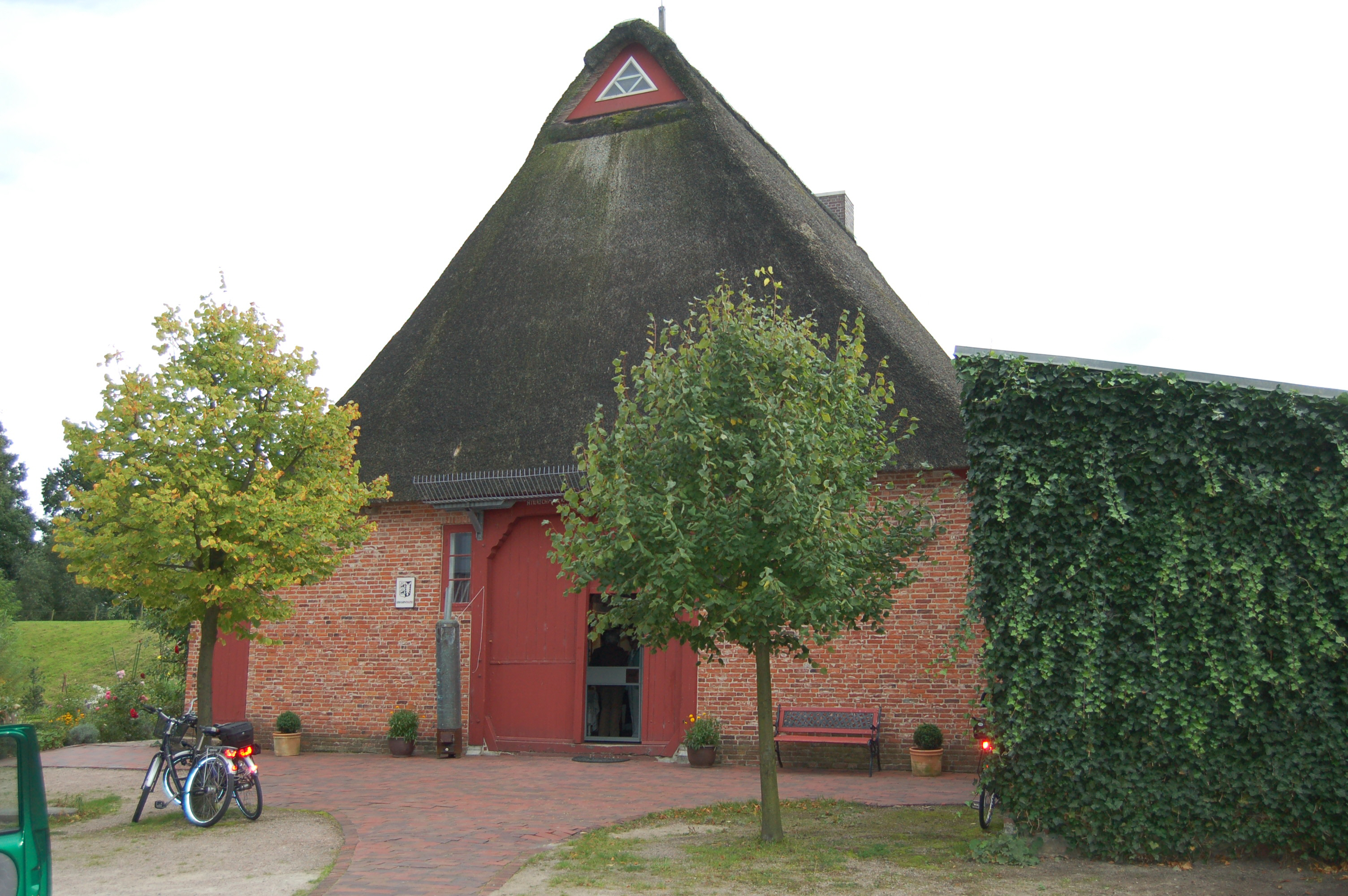
Bandreißerkate in Haseldorf im Kreis Pinneberg, Schleswig-Holstein. Außenstelle des Standesamtes Uetersen und Heimatmuseum

Die Bandreißerkate ist ein Heimatmuseum und Dorfgemeinschaftshaus in Haseldorf in Schleswig-Holstein. Ausgestellt werden Bandreißermaschinen zur Herstellung von Tonnenbändern in der Holzfässerproduktion. Außerdem werden Vorführungen angeboten.

## Geschichte
Das Museum befindet sich in einer 1764 errichteten Kate, die 1992 von der Gemeinde Haseldorf erworben wurde. Nach der Sanierung des in seiner originalen Form erhaltenen Gebäudes wurde 1995 das Museum darin eröffnet, das seitdem vom Kulturverein Haseldorfer Marsch unterhalten wird. 
Hetlingen und Haseldorf waren bis in die 1960er-Jahre die bekanntesten Bandreißerdörfer der Elbmarsch. Nahezu alle Einwohner waren in der Saison daran beteiligt, die Stöcke zu basten, also deren Rinde zu entfernen. Kinder erhielten pro gebastetem Weidenstock 20 Pfennig, was häufig dazu führte, dass die Schule geschwänzt wurde, um mit dem Basten das Familieneinkommen zu verbessern. In der Region wurden daraufhin offizielle „Bastferien“ eingeführt, die versäumte Schulzeit dadurch ausgeglichen, dass die Herbstferien entfielen.